# 유한준 (조선)
유한준(兪漢雋, 1732년 5월 1일(음력 4월 7일)~1811년 9월 15일(음력 7월 28일))은 조선 전기의 문인으로 본관은 기계(杞溪), 자는 만청(曼倩), 여성(汝成), 호는 저암(著菴)이다. 과거 합격 후 김포군수와 삼척부사, 형조참의를 지냈다. 당대에 문장가로 이름을 알렸으며 특히 실학자로 잘 알려진 박지원과 경쟁 관계였다.

## 생애
1732년(영조 8년) 음력 4월 7일 한양 옥류동에서 태어났다. 아버지는 진사 유언일(兪彦鎰, 1697년~1747년)이며 어머니는 창녕 성씨(?~1758년)이다. 초명은 유한경(兪漢炅)으로 1768년(영조 44) 진사시에 합격했을 때 이 이름으로 합격했다.
어린 시절부터 학문을 익혔고 김이곤(金履坤) 밑에서 시를, 남유용(南有容) 밑에서 문장을 수학하였다. 또한 송시열(宋時烈)의 학문과 사상에 큰 영향을 받았으며 그를 추숭하여 《송자대전》을 가까이 하였다.
1748년 안취범(安取範)의 딸 순흥 안씨와 혼인했으며 1755년 장남 유만주(兪晩柱), 1759년에 차남인 유면주(兪冕柱)가 태어났다. 1763년에는 《삼국사기》와 《동국통감》이 완전한 역사서가 되기에는 부족하다고 여겨 자신 나름대로 《사기》의 열전을 참고하여 조선 인물 전기 목록인 〈동전표목〉(東傳標目)을 집필했다. 1764년 12월에 차남 면주가 6세의 나이로 천연두로 사망했다. 당시 부모와 차남을 잃었던 유한준은 그 해 12월 30일에 운명을 탓하는 대신 소신대로 살겠다는 다짐을 담은 시인 제야술회(除夜述懷)를 썼다.
1768년(영조 40년) 2월 22일 진사시에 합격하였으며 당시 생원 및 진사의 복시를 실시한 식년시에서 3등 60위로 급제했다. 1771년에 본격적으로 관직 생활을 시작했으며 음직으로 경기도 여주의 영릉의 참봉이 되었다.

## 참고 문헌
- 박경남, 《저마다의 길- 유한준 평전》, 2021